# Pont-la-Ville (Svizzera)
Pont-la-Ville (toponimo francese; in tedesco Ponnendorf, desueto) è un comune svizzero di 599 abitanti del Canton Friburgo, nel distretto della Gruyère.

## Monumenti e luoghi d'interesse
- Chiesa cattolica, eretta nel 1879-1883[1].

## Società

### Evoluzione demografica
L'evoluzione demografica è riportata nella seguente tabella:
Abitanti censiti

## Amministrazione
Ogni famiglia originaria del luogo fa parte del comune patriziale che ha la responsabilità della manutenzione di ogni bene comune.